# 伊勢奧津站

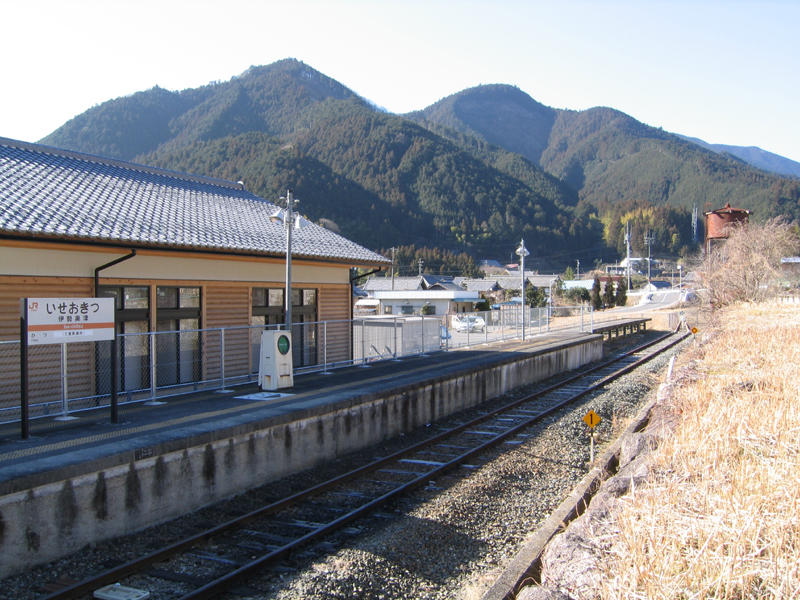
伊勢奧津站月台和水塔（右邊），新車站大樓（月台後方）（2006年1月）

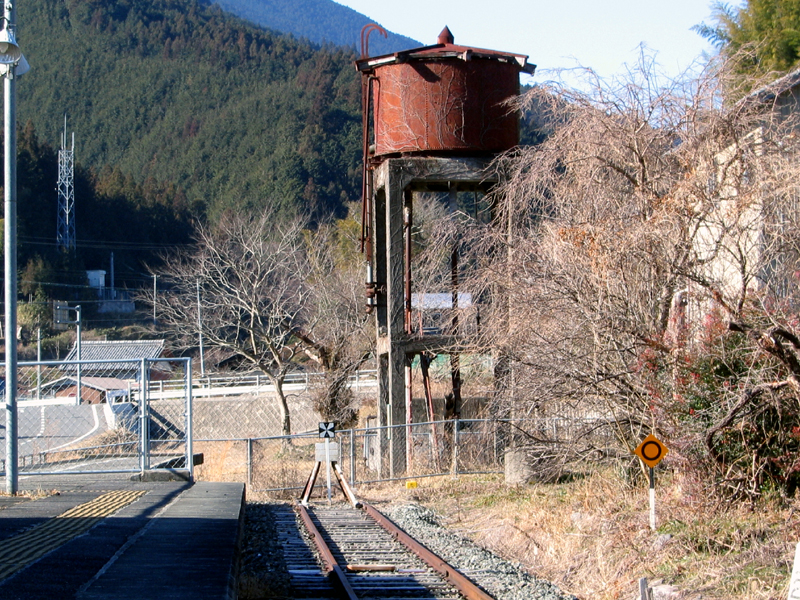
月台終端。當初會從此站延伸至名張站

伊勢奧津站（日语：／ Ise-okitsu eki */?）是位於三重縣津市美杉町奧津，東海旅客鐵道（JR東海）的名松線車站。此站曾經計劃延伸至名張，最後以未成線收場。

## 概要
名松線原本是一條計劃連接名張和松阪的鐵路線。後本由於該區間首先由參宮急行電鐵（後來為近鐵大阪線、山田線）先行於1930年開通。在名松線於1935年，松阪站至此站之間開通後。此站至名張之間直至現時成為了未成線。另外，站前至近鐵大阪線名張站曾經設有三重交通路線，每日1往返班次（現時需要透過先乘坐津市社區巴士，於敷津才可轉乘三重交通巴士路線），但是巴士班次與名松線列車班次沒有配合方便轉乘。而伊勢奧津站～名張站之間距離約30公里。
在2009年10月颱風米勒吹襲日本，使名松線全線暫停服務。後來松阪站至家城站之間於同月15日重開。JR東海於同月29日，發表由於家城站至此站之間的復修工程有困難，因此安排了代行巴士行走（車費使用與鐵路相同）。在2016年3月26日，伊勢奧津站前往松阪站的首班列車出發，停運6年半後全線重開。

## 歷史
- 1935年（昭和10年）12月5日：國有鐵道車站啟用[1]。一般車站。
- 1965年（昭和40年）10月1日：終止貨物起卸業務。
- 1984年（昭和59年）2月1日：終止行李起卸業務。
- 1987年（昭和62年）4月1日：伴隨國鐵分割民營化，車站由東海旅客鐵道（JR東海）營運[1]。
- 1990年（平成2年）：成為無人車站。
- 2004年（平成16年）3月：車站翻新工程開始。
- 2005年（平成17年）2月：新車站大樓完成。
- 2009年（平成21年）
  - 10月8日：颱風米勒吹襲日本，使名松線全線暫停營業[1]。
  - 10月15日：家城至伊勢奧津之間安排代行巴士[1]。
- [2014年（平成26年）4月1日：車站大樓鄰接的「津市伊勢奧津站前觀光資訊交流設施」開業[3]。
- 2016年（平成28年）3月26日：家城至伊勢奧津之間重開，此站再有列車服務[4]。

## 車站構造
車站是一座地面車站，設有1面1線的單式月台。月台位於路軌南邊，鄰接車站大樓於2005年（平成17年）2月建成。車站大樓同時為八幡地區住民中心。
此站是由松阪站管理的無人車站。此站設有蒸氣機車時代曾經使用水塔。
在晚上8時時段的尾班車到達此站後，列車不會在此站停泊，而是回到松阪站。在國鐵時代，此站設有2班列車夜間停泊。

## 利用狀況
根據「三重縣統計書」，以下為1日平均乘車人次列表。另外在2009年度～2015年度中，包含了2009年10月至2016年3月之間代行巴士的客量：
| 年度   | 1日平均 乘車人次 |
| ------ | ---------------- |
| 1998年 | 66               |
| 1999年 | 64               |
| 2000年 | 68               |
| 2001年 | 76               |
| 2002年 | 68               |
| 2003年 | 64               |
| 2004年 | 64               |
| 2005年 | 61               |
| 2006年 | 56               |
| 2007年 | 50               |
| 2008年 | 43               |
| 2009年 | 38               |
| 2010年 | 29               |
| 2011年 | 24               |
| 2012年 | 26               |
| 2013年 | 26               |
| 2014年 | 21               |
| 2015年 | 24               |
| 2016年 | 43               |
| 2017年 | 30               |
| 2018年 | 29               |
| 2019年 | 26               |

## 車站周邊
- 津市八幡出張所、八幡地域住民中心（車站大樓內）
- 津市伊勢奧津站前觀光資訊交流設施（鄰接）
- 八幡神社（日语：八幡神社）（三重縣指定有形文化財）
- 北畠神社
- 霧山城
- 念佛寺
- 奧津郵局
- 伊勢本街道奧津宿
- 城山cleingarten（日语：城山クラインガルテン）
- 道之驛美杉（日语：道の駅美杉）（約5公里處）

## 巴士路線
津市社區巴士
- 美杉東路線
- 美杉西路線
- 美杉南路線
- 美杉循環路線

乘坐美杉西、美杉南和美杉循環路線部分班次可於敷津巴士站轉乘三重交通奧津線前往名張站

## 相鄰車站
東海旅客鐵道（JR東海）
名松線
比津－伊勢奧津

## 注腳
1. 1 2 3 4 5  曾根悟（監修）. 朝日新聞出版分冊百科編集部（編集） , 编. . 週刊朝日百科. 25号 紀勢本線・参宮線・名松線. 朝日新聞出版. 2010-01-10: 26-27 （日语）.
2. ↑  . 中日新聞. 2016-03-26  [2016-03-26]. （原始内容存档于2016-03-26） （日语）.
3. ↑  . 三重県観光連盟.   [2021-04-03]. （原始内容存档于2021-07-12） （日语）.
4. ↑  . Response. 2015-12-18  [2015-12-18]. （原始内容存档于2021-07-12） （日语）.
5. ↑  三重県統計書 （页面存档备份，存于） - 三重県
6. ↑  [https://www.info.city.tsu.mie.jp/www/contents/1613350325498/simple/misugirosenzu.pdf}（日語）%5B%5D